# Elit játszma
Az Elit játszma (eredeti cím: Molly's Game) 2017-ben bemutatott amerikai életrajzi film, amelyet Aaron Sorkin írtt és rendezett, Molly Bloom azonos című memoárja alapján. A főbb szerepekben Jessica Chastain, Idris Elba, Kevin Costner, Michael Cera és Jeremy Strong láthatóak.
Amerikában 2017. december 25-én, Magyarországon 2018. január 4-én mutatták be a moziban.

## Cselekmény
Molly Bloom világszínvonalú mogulsíző, akinek olimpiai ambícióit éveken át tartó, apja által kikényszerített edzés táplálta. Azonban a 2002-es téli olimpiára való kvalifikációs versenyen súlyos sérülést szenved, ami véget vet sportkarrierjének.
Ahelyett, hogy azonnal jogi egyetemre menne, Molly egyéves szünetet tart, és Los Angelesbe költözik. Egy klubban kezd el dolgozni, mint italos felszolgáló, ahol hamar megismerkedik Deannel, egy hivalkodó, de sikertelen ingatlanfejlesztővel. Molly az irodavezetője lesz, majd részt vesz Dean titkos pókerjátékainak lebonyolításában a „The Cobra Lounge”-ban. A játékokon számos híres és gazdag ember – filmsztárok, befektetési bankárok, sportolók – vesz részt. Molly már a borravalókból is jelentős összegeket keres. Bár kezdetben nem ért a pókerhez, Molly gyorsan megtanulja, hogyan nyerje el a játékosok kegyeit. Különösen egy Player X nevű filmsztárt igyekszik lenyűgözni azzal, hogy új játékosokat hoz az asztalhoz. Dean, látva, hogy Molly egyre önállóbban vezeti a játékokat, előbb megpróbálja irányítani, majd kirúgja.
Molly, aki az évek során számos kapcsolatra tett szert a pókerjátékok szervezése közben, elindítja a saját játékait. Egy hotelszálló tetőlakosztályát bérli ki, személyzetet alkalmaz, és klubok, valamint kaszinók alkalmazottain keresztül kezdi el terjeszteni a hírt a játékokról. Player X és sokan mások is elhagyják Dean játékait, hogy Molly asztalánál játszanak. Ahogy Molly egyre sikeresebbé válik és egyre több pénzt keres, Player X nyomást gyakorol rá, hogy emelje a téteket. Harlan Eustice, egy tehetséges, visszafogott és sikeres játékos is csatlakozik Molly játékához. Egy este Harlan véletlenül elveszít egy partit Brad Marion ellen, aki híresen rossz játékos. Ezután Harlan egyre kényszeresebben játszik, és hatalmas veszteségeket szenved. Később Molly megtudja, hogy Player X titokban pénzelte Harlant, hogy az továbbra is játsszon – mivel élvezi mások életének tönkretételét jobban, mint magát a játékot. Mikor Molly szembesíti őt etikátlanságával, Player X úgy dönt, máshol folytatja a játékait. Mások is követik, és otthagyják Mollyt.
Molly ezután New Yorkba költözik, hogy újabb titkos pókerjátékokat szervezzen. Miután több tehetős New York-it is megkeres, elég játékost talál ahhoz, hogy heti több játékot is lebonyolítson. Bár továbbra is sikeres, egyre jobban fél attól, hogy nem tudja fedezni a veszteségeket, ha egy játékos nem fizet. Az egyik osztója ráveszi, hogy kezdjen el százalékot levonni a nagy kasszákból, hogy kompenzálja a potenciális veszteségeit – ezzel viszont a játéka illegális szerencsejátékká válik.
Brad ellen vádat emelnek egy piramisjáték működtetése miatt; Mollyt is vizsgálat alá vonják, és kikérdezik, hogy kik vettek részt a játékain. Ekkor már egyre súlyosabb drogfüggőséggel küzd, mivel a játékok lelkileg és fizikailag is kimerítették. A játékosai között idővel orosz maffiózók és más kétes alakok is megjelennek. Az olasz maffia megkeresi Mollyt, és felajánlja, hogy segít behajtani a pénzt a nem fizető játékosoktól. Molly visszautasítja őket, mire megtámadják otthonában, fegyvert szegeznek rá, és megfenyegetik az édesanyja életét. Épp amikor visszatérne a játékokhoz, az FBI razziát tart, miután Douglas Downey – egy játékos, aki szerelmes Mollyba – feljelenti őt. Molly vagyonát lefoglalják, és hazaköltözik édesanyjához.
Két évvel később Molly kiad egy könyvet, amelyben csak néhány játékost nevez meg név szerint. Az FBI letartóztatja, és vádat emelnek ellene illegális szerencsejátékban való részvétel és a maffiával való kapcsolattartás miatt. Segítséget kér Charlie Jaffeytől, egy neves New York-i ügyvédtől, aki úgy dönt, segít neki, miután megtudja, hogy Molly sok ártatlan embert igyekezett megvédeni az ügy során. Amíg Molly New Yorkban várja a tárgyalást, apja, Larry felkeresi őt, és próbálja helyrehozni a kapcsolatukat. Bevallja, hogy túl szigorú volt, és hogy Mollyt másként kezelte, mint a fiait, mert a lány tudott a házasságtöréséről.
Charlie elolvassa Molly könyvét, és úgy érzi, a nő nem követett el olyan súlyos bűncselekményt, amely börtönbüntetést indokolna. Sikerül alkut kialkudnia, amely szerint Molly büntetés nélkül megússza, és visszakapja a pénzét, ha átadja a merevlemezeit és digitális játéknaplóit. Molly azonban visszautasítja az ajánlatot, mert attól tart, hogy ezáltal a játékosairól szóló információk nyilvánosságra kerülnének, ezért inkább bűnösnek vallja magát. A bíró végül úgy dönt, hogy nem követett el súlyos bűncselekményt, ezért 200 óra közmunkára, egy év próbaidőre és 200 000 dolláros pénzbírságra ítéli.

## Szereplők
| Szereplő           | Színész            | Magyar hang        |
| ------------------ | ------------------ | ------------------ |
| Molly Bloom        | Jessica Chastain   | Kisfalvi Krisztina |
| Charlie Jaffey     | Idris Elba         | Kálid Artúr        |
| Larry Bloom        | Kevin Costner      | Sörös Sándor       |
| Player X           | Michael Cera       | Molnár Levente     |
| Dean Keith         | Jeremy Strong      | Karácsonyi Zoltán  |
| Douglas Downey     | Chris O’Dowd       | Zámbori Soma       |
| Harrison Wellstone | J. C. MacKenzie    | Takátsy Péter      |
| Brad               | Brian d’Arcy James |                    |
| Harlan Eustice     | Bill Camp          | Bolla Róbert       |
| Foxman bíró        | Graham Greene      | Dózsa László       |
| Jay                | Justin Kirk        | Seder Gábor        |
| B                  | Angela Gots        |                    |
| Winston            | Natalie Krill      | Sallai Nóra        |
| Cole               | Joe Keery          | Ungvári Gergely    |
| Charlene Bloom     | Claire Rankin      | Hirling Judit      |

### Magyar változat
- Magyar szöveg: Gáspár Bence
- Hangmérnök: Kelemen Tamás
- Vágó: Orosz Dávid
- Gyártásvezető: Boskó Andrea
- Szinkronrendező: Kosztola Tibor
- Produkciós vezető: Kovács Anita

A szinkront a Pannonia Dubbing Solutions Kft. készítette el.

## A film készítése
2014. november 12-én Mark Gordon produkciós cége, a The Mark Gordon Company megvásárolta Molly Bloom memoárja, az Elit játszma filmes adaptációs jogait, és Gordon lett a film producere. Aaron Sorkint kérték fel a forgatókönyv megírására. Bloom korábban már megkereste Sorkint, mivel ő volt a kedvenc írója. 2015. január 7-én bejelentették, hogy Sorkin ezzel a filmmel debütál rendezőként a Sony Pictures Entertainment égisze alatt, Amy Pascal pedig szintén producerként csatlakozott a projekthez. Mivel ez volt Sorkin első rendezése, különösen szorosan együtt dolgozott az operatőrével, Charlotte Bruus Christensennel. 2016. február 18-án a Sony kiszállt a projektből, majd 2016. május 13-án az STX Entertainment átvette a filmet, és 9 millió dollárért megvásárolta az amerikai és kínai forgalmazási jogokat.

### Forgatás
A forgatási munkálatok 2016. november 9-én kezdődtek Torontoban. A produkció 2017. február 9-én fejeződött be.